# The Trevor Project
El Proyecto Trevor (en inglés: The Trevor Project) es una organización sin ánimo de lucro estadounidense que opera, a nivel nacional, la única línea de ayuda 24 horas de prevención de crisis y suicidios de jóvenes lesbianas, gays, bisexuales, personas transgénero (LGBT) y aquellas que cuestionan su sexualidad. La Trevor Lifeline, un número de atención gratuito, es un servicio confidencial formado por consejeros entrenados. El Proyecto Trevor también proporciona guías y recursos vitales a progenitores y educadores para fomentar entornos seguros, tolerantes e inclusivos para todos los jóvenes, en casa y en el colegio.

## Historia
El Proyecto Trevor fue fundada por James Lecesne, Peggy Rajski y Randy Stone, los creadores de Trevor, una comedia dramática sobre un chico de trece años gay que intenta suicidarse cuando sus amigos le rechazan por causa de su sexualidad, ganador del Óscar al mejor cortometraje en 1994 y un Teddy al mejor cortometraje en el Festival Internacional de Cine de Berlín de 1995. Cuando Trevor fue programado para su emisión en la cadena HBO, sus creadores se dieron cuenta de que algunos de los televidentes más jóvenes podrían estar enfrentándose al mismo tipo de crisis que el protagonista y comenzaron a buscar una línea de apoyo para promocionarla durante su emisión. Al descubrir que no existía ninguna línea de ayuda de ese tipo, decidieron dedicarse a crear lo que, bajo su punto de vista, era un recurso muy necesario, una organización que promoviera la aceptación de la juventud LGBT y les ayudara en las crisis y la prevención de suicidios entre ese grupo social.
De ese modo se estableció The Trevor Lifeline, con fondos proporcionados por The Colin Higgins Foundation y el pago recibido de la cadena HBO. The Trevor Lifeline se convirtió en la primera línea gratuita de ayuda veinticuatro horas en prevención de crisis y suicidios para la juventud LGBTQ en Estados Unidos.
The Trevor Project también proporciona apoyo en línea a jóvenes a través de su sitio web, así como guías y recursos para educadores y padres.

## Objetivos
El objetivo principal de The Trevor Project es acabar con los suicidios entre los jóvenes LGBTQ. El 30% de los jóvenes que se suicidan en Estados Unidos son LGBTQ, los jóvenes LGBTQ tienen hasta cuatro veces más probabilidades de suicidarse que sus compañeros heterosexuales, y el 85% de los adolescentes LGBTQ son acosados en el instituto debido a su orientación sexual. Para evitar que esto ocurra, desde The Trevor Project se proporcionan una serie de herramientas disponibles en todo momento para prestar apoyo a estos jóvenes y conseguir que el entorno en el que se muevan sea más seguro para ellos.

## Proyectos y líneas de ayuda
The Trevor Project pone a disposición distintos canales de información y ayuda para los jóvenes LGBTQ, sus padres y educadores.

### The Trevor Lifeline
The Trevor Lifeline es su línea telefónica de ayuda en prevención de crisis y suicidios para la juventud LGBTQ, gratuita y confidencial, veinticuatro horas al día los siete días de la semana. The Trevor Project supervisa la línea, que es administrada por sus socios de San Francisco Suicide Prevention,
el centro telefónico de crisis basado en la comunidad más antiguo de los Estados Unidos, 
y atiende unas dieciocho mil llamadas de jóvenes con ideas suicidas al año.
El 10 de agosto de 2009 El Proyecto Trevor anunció que Daniel Radcliffe, el famoso protagonista de la saga de películas de Harry Potter, había realizado una gran donación en apoyo de The Trevor Lifeline. Radcliffe declaró:

Estoy muy contento de comenzar mi apoyo del Trevor Project, que salva vidas cada día a través de su crítico trabajo. Es extremadamente angustioso considerar que en 2009 el suicidio es una de las tres mayores causas de muerte entre los jóvenes, y es ciertamente devastador enterarse de que el porcentaje de suicidios entre la juventud LGBT es cuatro veces mayor que entre los jóvenes heterosexuales.

En febrero de 2010 Radcliffe grabó un anuncio de servicio público para The Trevor Project. Radcliffe creció en un ambiente familiar en el que tuvo siempre gais alrededor y para él la homosexualidad era algo natural; sus primeros encuentros con la homofobia durante su educación secundaria le sorprendieron mucho. «Ahora estoy en una posición desde la que puedo ayudar a algo tan asombroso como El Proyecto Trevor».

### TrevorChat
TrevorChat es un servicio de mensajes seguros por internet, gratuito y confidencial, que proporciona ayuda en directo a través de su sitio web. Disponible los viernes, está dirigido a aquellos que no están en riesgo de suicidarse, para que puedan conectar con un voluntario que le ayude con sus preguntas y preocupaciones.

### Querido Trevor
Querido Trevor (Dear Trevor) es un servicio de preguntas y respuestas por internet para que los jóvenes puedan realizar preguntas sobre la orientación sexual y la identidad de género.

### TrevorSpace
TrevorSpace es la red social de El Proyecto Trevor para jóvenes entre los 13 y los 24 años, sus amigos y allegados. El propósito de TrevorSpace es posibilitar el contacto con otros jóvenes estadounidenses, hacer amigos, encontrar apoyo, aprender cómo implicarse en la comunidad LGBTQ de su localidad y mantenerse al corriente de noticias concernientes a la juventud LGBTQ.